# Arkadiusz (Afonin)
Arkadiusz, imię świeckie Aleksandr Pietrowicz Afonin (ur. 15 lipca 1943 w Czekalinie, zm. 3 czerwca 2021) – rosyjski biskup prawosławny.

## Życiorys
Urodził się w rodzinie chłopskiej. Wychowywał się w nieformalnie funkcjonującej wspólnocie mniszek z rozwiązanego przez władze monasteru. W latach 1964–1968 uczył się w moskiewskim seminarium duchownym, od października 1966 zamieszkując w ławrze Troicko-Siergijewskiej jako posłusznik. Już 29 grudnia 1966 złożył wieczyste śluby mnisze przed przełożonym Ławry archimandrytą Platonem. 15 lutego 1967 został wyświęcony na hierodiakona, zaś 9 marca 1969 – na hieromnicha. Był już wtedy studentem Moskiewskiej Akademii Duchownej, którą ukończył w 1972. Został wówczas skierowany do pracy duszpasterskiej w eparchii kałuskiej. Od 1972 do 1991 (z przerwą w latach 1974–1975) był proboszczem parafii Narodzenia Matki Bożej w Bariatinie. W 1974 otrzymał godność igumena, zaś w 1988 – archimandryty.
W 1991 otrzymał nominację na biskupa magadańskiego i kamczackiego, zaś 21 kwietnia tego samego roku miała miejsce jego chirotonia biskupia. Od 23 lutego 1993 był biskupem jużnosachalińskim i kurylskim, pozostając do listopada tego roku locum tenens uprzednio zarządzanej eparchii. W 1997 przeniesiony na katedrę tomską i asinowską. W eparchii tej niemal natychmiast popadł w konflikt z miejscowym duchowieństwem, w efekcie czego po skargach kierowanych do patriarchy został w 1998 przeniesiony do eparchii niżnonowogrodzkiej, gdzie miał być biskupem pomocniczym pod szczególnym nadzorem jej ordynariusza, arcybiskupa Mikołaja. W 2001 na własną prośbę przeniesiony w stan spoczynku. Na jego odejście wpływ miały publikacje prasowe, w których był oskarżany o homoseksualizm. Od 2003 kierował wznoszeniem cerkwi Trójcy Świętej w Moskwie–Czertanowie. W 2009 r. mianowano go proboszczem parafii św. Pimena w Moskwie. 
Zmarł w 2021 r. wskutek powikłań spowodowanych COVID-19.